# 1896년 하계 올림픽 수영 남자 500m 자유형
1896년 하계 올림픽 수영 남자 500m 자유형은 그리스 아테네에서 개최된 1896년 하계 올림픽 수영의 세부 종목이다. 1896년 4월 11일에 지만에서 진행되었다. 3개국에서 2명의 선수가 참가하였다.
3명의 선수만 이 종목에 참가했다. 네우만이 금메달을 땄다. 100m 우승자인 하요스는 3개의 종목을 쓸어갈 예정이었으나 100m가 끝난 직후에 바로 500m 경기가 열려서 참가하지 않았다. 이 경기에 참가한 코로파스가 세 종목을 전부 뛰었다.

## 경기장
| 도시   | 경기장  |
| ------ | ------- |
| 아테네 | 제아 만 |

## 경기 결과
| 순위 | 선수                          | 기록   |
| ---- | ----------------------------- | ------ |
| 1    | 파울 네우만 (AUT)             | 8:12.6 |
| 2    | 안토니오스 페파노스 (GRE)     | 9:57.6 |
| 3    | 에프스타시오스 코로파스 (GRE) | 불명   |

### 메달리스트
| 종목             | 금                       | 은                           | 동                               |
| ---------------- | ------------------------ | ---------------------------- | -------------------------------- |
| 남자 자유형 500m | 파울 네우만 · 오스트리아 | 안토니오스 페파노스 · 그리스 | 에프스타시오스 코로파스 · 그리스 |

## 참고 자료
- 국제 올림픽 위원회 - 1896년 하계 올림픽 수영 경기 결과 (영어)
- Lampros, S.P.; Polites, N.G.; De Coubertin, Pierre; Philemon, P.J.; & Anninos, C. (1897). 《The Olympic Games: BC 776 – AD 1896》. Athens: Charles Beck. (Digitally available at  보관됨 2013-01-16 - 웨이백 머신)
- Mallon, Bill; & Widlund, Ture (1998). 《The 1896 Olympic Games. Results for All Competitors in All Events, with Commentary》. Jefferson: McFarland. ISBN 0-7864-0379-9. (Excerpt available at )
- Smith, Michael Llewellyn (2004). 《Olympics in Athens 1896. The Invention of the Modern Olympic Games》. London: Profile Books. ISBN 1-86197-342-X.